# Desmoscolex paralongisetosus
Desmoscolex paralongisetosus is een rondwormensoort uit de familie van de Desmoscolecidae. De wetenschappelijke naam van de soort is voor het eerst geldig gepubliceerd in 1983 door Decraemer.